# Reiner Salzer

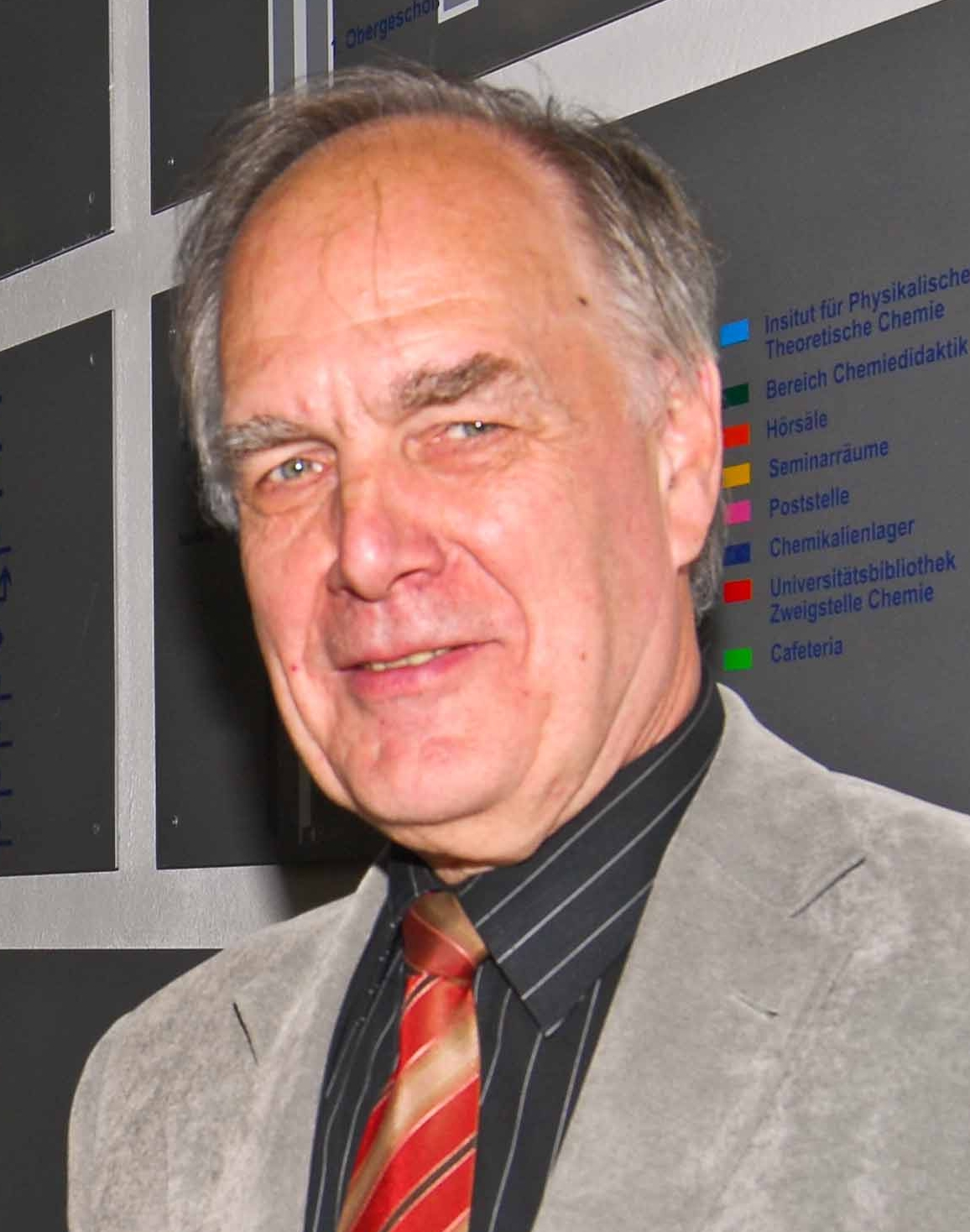
Reiner Salzer

Reiner Salzer (* 12. Februar 1942 in Aue (Sachsen)) ist ein deutscher Chemiker (Analytische Chemie) und ehemaliger Hochschullehrer für Bioanalytische Chemie an der TU Dresden.
Salzer studierte ab 1962 Chemie in Leipzig mit dem Diplom 1967 und der Promotion bei Gerhard Geiseler 1971 über die Intensität von Infrarot-Bandenspektren. Als Post-Doktorand war er an der Universität von Ljubljana bei Dušan Hadži (* 1921) und 1979 habilitierte er sich in Leipzig (Spezifische Wechselwirkungen und Konformationen bei Alkanderivaten). Er wurde 1990 ordentlicher Professor für analytische Chemie an der TU Dresden und leitete dort 1991 bis 2007 das Institut für Analytische Chemie.
Er forschte unter anderem über verschiedene Spektroskopien (Infrarot, Raman), molekulares Monitoring zur Früherkennung von Krankheiten und biologisch aktive Polymere wie künstliche oder natürliche Ionenkanäle (mit optischer Detektion).
1990/91 war er Gastprofessor an der Universität Oslo und weilte zu Forschungsaufenthalten in Kanada und den USA.
Er erhielt 2007 die Emich-Plakette der Österreichischen Gesellschaft für Analytische Chemie,  2011 die Clemens-Winkler-Medaille und 2012 Hanuš-Medaille der Tschechischen Chemischen Gesellschaft. Er ist Mitglied der Norwegischen Akademie der Wissenschaften.

## Schriften (Auswahl)
- als Herausgeber mit Heinz W. Siesler: Infrared and Raman spectroscopic imaging, 2. Auflage, Wiley-VCH 2014
- als Herausgeber:  Biomedical imaging : principles and applications, Wiley-VCH 2012
- Herausgeber mit Heinrich Kriegsmann: Progress in molecular spectroscopy, Teubner 1988 (Kongress Neubrandenburg)